# Michiel Veenstra
Arjan Michiel Sander Veenstra (Almelo, 6 maart 1976) is een Nederlandse radio-dj bij radiozender KINK. Hij verwierf bekendheid door de programma's die hij op NPO 3FM presenteerde.

## Geschiedenis
Veenstra maakte zijn eerste radioprogramma in 1992 bij een zendpiraat. Twee jaar later kreeg hij zijn eigen programma bij Regio FM, de lokale radio van de gemeente Wierden. Hier presenteerde hij het zaterdagavondprogramma Lucky Night. Verder verzorgde hij voor dit station een dagelijkse ochtenduitzending: Wierden Wordt Wakker.
Via andere lokale omroepen kwam hij in 1997 terecht bij Radio 538, waar hij allereerst producer werd van Rick van Velthuysen. Later ging Veenstra ook aan de slag als producer voor onder anderen Erik de Zwart, Wessel van Diepen en Jeroen Nieuwenhuize. Naast een rol in het ochtendprogramma The Morning J.E.M. kreeg Veenstra na verloop van tijd een eigen nachtprogramma (soms samen met Erik-Jan Rosendahl) en was hij webmaster van de 538-website.
In 2000 verliet Veenstra Radio 538 om een eigen internetbedrijf op te richten, Angry Bytes. Daarnaast ging hij als radiomaker aan de slag op Kink FM met de programma's Sunday Bloody Sunday en Outlaw Classix. Toen moederbedrijf Veronica in 2002 Radio Veronica weer nieuw leven inblies, maakte Veenstra de overstap naar dit nieuwe station. Ruim een jaar was hij de enige dj op de zender, die mondjesmaat via de kabel werd doorgegeven.
In de zomer 2003 keerden de kansen voor Radio Veronica toen het werd overgenomen door Sky Radio. Het station kreeg een 80's-en-90's-format en ging de ether in. Bij het nieuwe Radio Veronica presenteerde Veenstra tevens iedere morgen, van 04.00 tot 06.00 uur, het programma Veenstra uit de veren en was hij van 06.00 tot 09.00 uur sidekick samen met Alexander Stevens in het programma van Adam Curry, Curry & the Crew. Met dit programma maakte Veenstra onder andere een week lang radio vanuit legerbasis Camp Smitty in Irak en vanuit een nachtclub in Las Vegas. Toen Adam Curry in september 2004 vertrok ging Veenstra aan de slag bij opvolger Jeroen van Inkel. Ook kwam er een programma bij op de vrijdagavond, Veenstravaganza!. Veenstra werd uitgeroepen tot aanstormend talent door de jury van de Marconi Awards.
Nadat Jeroen van Inkel in de zomer van 2005 naar Qmusic vertrok, verhuisde Veenstra naar het weekend van Radio Veronica. Hij presenteerde in augustus/september 2005, op zaterdag en zondag tussen 06.00 en 09.00 uur Ook Goeiemorgen en had een programma op zondagmiddag tussen 15.00 en 18.00 uur. 
In het najaar van 2005 stapte Veenstra over naar 3FM, waar hij voor de NTR het avondprogramma MetMichiel maakte. Van september 2006 tot 13 december 2013 presenteerde hij samen met Gerard Ekdom het programma Ekstra Weekend. Tot 2012 was Veenstra de vaste vervanger van Giel Beelen, in diens ochtendprogramma GIEL. Ook verving hij Beelen in de vrijdagnacht bij Nachtegiel.
Op 27 april 2007 schreef Veenstra radiogeschiedenis door als eerste radiomaker ter wereld een rechtstreeks radioprogramma te presenteren vanaf de geografische Noordpool. Dit in het kader van het project Noordpool FM. Over dit project verscheen een boek van Veenstra's hand: Noordpool fm, Een ijskoude reis over een warmer wordende planeet.
Veenstra was ooit in het programma De Grote Beurt te zien met zijn auto 'Henk'. Later werd Henk vervangen door 'Ferry' (de auto was eerder in het bezit van de zus van Kelly van der Veer). Ook heeft hij enkele afleveringen van dit programma van voice-overs voorzien. Tevens is Veenstra's stem veel te horen als voice-over bij tv-uitzendingen van de NTR.
Op 1 januari 2014 verhuisde Veenstra naar de ochtend van 3FM. Hij ging van maandag tot en met vrijdag een programma maken tussen 10.00 en 12.00 uur. Hij ruilde met Domien Verschuuren, die naar de avond vertrok. In de nieuwe programmering van NPO 3FM, die op 14 november 2016 inging, begon zijn programma een uurtje vroeger, namelijk om 9 uur. Omdat de programmanamen verdwenen, werd MetMichiel vanaf deze datum gewoon Michiel. Hij was inmiddels een van de laatste dj's die ook nog bij het 'oude' 3FM te horen was.
In september 2018 werd Veenstra tijdens de Online Radio Awards verkozen tot Online Radio Ambassadeur 2018 wegens zijn verdiensten op gebied van online radio en podcasting.
Op 12 oktober 2018 nam Veenstra na dertien jaar afscheid van 3FM. Hierna is hij programmadirecteur en dj geworden bij de nieuwe radiozender KINK. Na een opbouwperiode en een proefweek met nonstop muziek is de zender, als doorstart van het oude Kink FM, teruggekeerd per 1 februari 2019 online, via de app en dab+.
Vanaf 4 februari 2019 presenteert hij hier Kinkstart.
Ook presenteert hij op vrijdagmiddag, samen met Eric Corton het programma Vrijdag Corvee.

## Serious Request
In december 2007 werd Veenstra samen met zijn collega-dj's van 3FM Gerard Ekdom en Rob Stenders tijdens 3FM Serious Request opgesloten in het glazen huis in Den Haag om geld in te zamelen voor een goed doel van het Rode Kruis.
In december 2012 nam hij wederom plaats in het glazen huis dat toen in Enschede stond. Hij werd daarbij vergezeld door Gerard Ekdom en Giel Beelen.

## Trivia
- Bij aankondigingen en dergelijke wordt Veenstra altijd aangekondigd als "MetMichiel. Welke Michiel? VEENSTRA VEENSTRA!" Hierin is de tekst "Welke Michiel?" afkomstig uit een gesprek met Willem Alexander[3] en de tekst "VEENSTRA VEENSTRA" is ingesproken door Gerard Ekdom.
- Veenstra staat in de brievenbus van de Donald Duck nummer 13 uit 2008. Het oorspronkelijke idee was om op de voorpagina te komen, maar dat bleek niet haalbaar. In plaats daarvan riep hij zijn luisteraars op om een voorpagina met badeenden te bedenken/ontwerpen. Uit alle inzendingen werden twee ideeën gecombineerd.
- Veenstra staat bekend als groot Disney-liefhebber. Zo heeft hij alle ooit in Nederland verschenen Donald Duck-nummers in zijn bezit. Verder is zijn stem in Disneyland Paris voor aanvang van verschillende shows en parades te horen. Daarnaast maakt Veenstra D-Tales en D-log, respectievelijk een DIsney-podcast en nieuwswebsite.[4][5]
- Bij het noemen van de tijd klinkt in het programma van Veenstra altijd het geluid "Koekoek!", wat ook tijdens het nieuws gebeurt, vaak tot ergernis van zijn collega's.
- Het zogenaamde "Pet Shop Boys Alarm" is inmiddels een begrip geworden van Ekdom en Veenstra. Iedere keer wanneer Ekdom en Veenstra een plaat van de Pet Shop Boys op de radio draaien, laten ze een alarm afgaan. Beide heren hebben een zwak voor de Pet Shop Boys.
- Als iemand een prijs wint bij Veenstra, draait hij altijd een vrolijke versie van de polka "She's too fat for me" van James Last.
- In het kader van de MetMichiel Badeend verving Veenstra als hij "Monster" van The Automatic draait altijd "What's that coming over the hill, is it a monster?" door "What's that coming over the hill, is it a badeend?" in het derde refrein. In de weken voor 5 december maakt hij daar steevast "What's that coming over the zee, is it a stoomboot?" van.
- In 2009 speelde Veenstra de hoofdrol in de videoclip van Plork & de Aannemers - Jij daar in de radio samen met Ancilla Tilia en Gerard Ekdom. Bijrollen waren er voor onder anderen Giel Beelen. Plork & de Aannemers zijn nog steeds af en toe bij Veenstra in de studio.
- Veenstra wist op 10 februari 2011 voor de tweede maal het Rabradio DJ Duel te winnen door in de finale Timur Perlin te verslaan.
- Van eind augustus 2011 tot begin oktober 2011 was Veenstra uitgeschakeld door een abces achter zijn amandelen.[6] Deze moest operatief verwijderd worden. Gedurende zijn ziekbed werd hij in het programma MetMichiel vervangen door Barend van Deelen en in Ekstra Weekend door Domien Verschuuren.
- Voor Ekstra Weekend won Veenstra samen met Gerard Ekdom op 1 december 2011 De Gouden RadioRing voor beste radioprogramma tijdens Het Radiogala Van Het Jaar.
- Op 17 april 2013 had Veenstra de wereldwijde primeur van de nieuwe single Get Lucky van Daft Punk, wat hem wereldwijde aandacht opleverde[7]
- Op 5 februari 2015 maakte Veenstra een harde val in de studio tijdens zijn programma. Al liggende op de vloer maakte hij zijn programma wel af om vervolgens per ambulance naar het ziekenhuis vervoerd te worden. Zijn dijbeen bleek gebroken.[8][9][10] In de week daarop moest Veenstra het bed houden, maar hij presenteerde zijn programma vanuit zijn bed. Daarbij werden de platen vanuit de studio ingestart.[11] Het programma werd ter gelegenheid hiervan omgedoopt tot 'BedMichiel'.
- Veenstra spreekt ook stemmen in voor verschillende Disney films. Zo is hij in Cars 2 de stem van Jeff Gorvett, in Monsters University de stem van een CDA medewerker, in Vaiana de stem van Lasalo (een bezorgde visser) en in Ralph Breaks the Internet de stem van eBoy.